# 47NEWS
47NEWS（よんななニュース）は、全国の52新聞社と共同通信のニュースを束ねた地方紙連合ウェブサイトの運営を行っている。
事業主体は株式会社全国新聞ネット（ぜんこくしんぶんネット、Press Net Japan Co.,Ltd.）で、所在地は共同通信社の本社がある汐留メディアタワーにある。加盟社は、いずれも共同通信社の加盟社か契約社である。

## 概要
2006年（平成18年）12月にサービスを開始。地方新聞社各社が日本全国へ情報発信力を高めることを目的としている。営業地域が重複する中日新聞社と、岐阜新聞社、伊勢新聞社、静岡新聞社や、同一新聞社が発行する別の新聞なども加盟しているが、北國新聞社が発行する富山新聞、中日新聞東京本社が発行する東京新聞、同北陸本社発行の北陸中日新聞、日刊県民福井と、新日本海新聞社が発行する大阪日日新聞は、それぞれ単体では未加盟（元来の本部社として加盟）である。また、全国紙に準ずる産経新聞は、前身の日本工業新聞（初代。戦後に2代目が創刊され、のちのフジサンケイビジネスアイ　2022年6月休刊）が大阪新聞（2002年休刊。現在の産経大阪本社に統合）から派生した名残りで、大阪の地方紙とみなして加盟している。
当初は地図とニュース記事が連動して、地図を操作しながらニュース記事を閲覧できる特長があった。2008年4月に改装して、各社コラムの掲載コーナーを新設してブログパーツの提供を開始した。
共同が提供する記事は、グループ企業であるノアドット株式会社のドメイン名 nordot.app（従来は this.kiji.is ） へリンクされている。

## 47NEWS加盟社

### 現在の加盟社
- 北海道新聞（北海道新聞社）
- 室蘭民報
- 河北新報（河北新報社）
- 東奥日報
- デーリー東北
- 秋田魁新報
- 山形新聞
- 岩手日報
- 福島民報
- 福島民友
- 産業経済新聞（産業経済新聞社）
- 日本経済新聞（日本経済新聞社）
- ジャパンタイムズ
- 下野新聞
- 茨城新聞
- 上毛新聞
- 千葉日報
- 神奈川新聞
- 埼玉新聞
- 山梨日日新聞
- 信濃毎日新聞
- 新潟日報（新潟日報社）
- 中日新聞（中日新聞社）
- 中部経済新聞（中部経済新聞社）
- 伊勢新聞
- 静岡新聞
- 岐阜新聞
- 北日本新聞
- 北國新聞
- 福井新聞
- 京都新聞
- 神戸新聞（神戸新聞社）
- 奈良新聞
- 紀伊民報
- 山陽新聞
- 中国新聞（中国新聞社）
- 日本海新聞（新日本海新聞社）
- 山口新聞（みなと山口合同新聞社）
- 山陰中央新報
- 四国新聞
- 愛媛新聞
- 徳島新聞
- 高知新聞
- 西日本新聞（西日本新聞社）
- 大分合同新聞
- 宮崎日日新聞
- 長崎新聞
- 佐賀新聞
- 熊本日日新聞
- 南日本新聞
- 沖縄タイムス
- 琉球新報
- 共同通信

### 過去の加盟社
- 名古屋タイムズ - 2008年10月31日付けをもって休刊